# Argos (rivière)
Pour les articles homonymes, voir Argos.
L'Argos [aʁɡos] est une rivière française qui coule dans le département de Maine-et-Loire. C'est un affluent de la Verzée, donc un sous-affluent de la Loire par la Verzée, l'Oudon, la Mayenne et la Maine.

## Géographie
L'Argos prend sa source à Challain-la-Potherie et se jette dans la Verzée, juste avant le confluent de cette dernière avec l'Oudon.

## Caractéristiques supplémentaires
- Pente moyenne : 0,13 %

## Communes traversées
- Challain-la-Potherie
- Loiré
- Sainte-Gemmes-d'Andigné
- Chazé-sur-Argos
- Vern-d'Anjou

## Hydrologie
L'Argos est une rivière très irrégulière, à l'instar de ses voisines de la région de l'ouest du bassin de la Loire coulant sur le socle armoricain peu perméable, comme la Sèvre nantaise ou l'Oudon. Son débit a été observé durant une période de 27 ans (1982-2008), à Sainte-Gemmes-d'Andigné, localité du département de Maine-et-Loire située au niveau de son confluent avec la Verzée. La surface ainsi étudiée est de 153 km2, soit la presque totalité du bassin versant de la rivière.
Le module de la rivière à Sainte-Gemmes-d'Andigné est de 0,771 m3/s.
L'Argos présente des fluctuations saisonnières de débit fort marquées, comme très souvent dans le bassin de la Loire. Les hautes eaux se déroulent en hiver et se caractérisent par des débits mensuels moyens allant de 1,30 à 2,31 m3/s, de décembre à mars inclus (avec un maximum très net en janvier, puis février). À partir du mois de mars, le débit baisse rapidement tout au long du printemps jusqu'à une longue période de basses eaux qui s'étale de juin à octobre inclus, entraînant une baisse du débit mensuel moyen jusqu'à 0,054 m3/s au mois d'août. Mais ces moyennes mensuelles ne sont que des moyennes et occultent des fluctuations bien plus prononcées sur de courtes périodes ou selon les années.
Aux étiages, le VCN3 peut chuter jusque 0,002 m3/s (deux litres), en cas de période quinquennale sèche, ce qui est très sévère, le cours d'eau étant alors réduit à quelques minces filets d'eau. Mais ce fait est fréquent parmi les rivières de la région armoricaine peu perméable de l'ouest français.
Les crues peuvent être fort importantes, compte tenu de l'exigüité du bassin versant. Les QIX 2 et QIX 5 valent respectivement 17 et 28 m3/s. Le QIX 10 est de 34 m3/s, le QIX 20 de 41 m3/s, tandis que le QIX 50 se monte à 49 m3/s.
Le débit instantané maximal enregistré à la station de Sainte-Gemmes-d'Andigné a été de 44,2 m3/s le 5 janvier 2001, tandis que la valeur journalière maximale était de 32,8 m3/s le même jour. Si l'on compare la première de ces valeurs à l'échelle des QIX de la rivière, l'on constate que cette crue était un peu plus que d'ordre vicennal, et destinée à se répéter tous les 25-30 ans en moyenne.
L'Argos est une rivière peu abondante. La lame d'eau écoulée dans son bassin versant est de 160 millimètres annuellement, ce qui ne vaut pas même la moitié de la moyenne d'ensemble de la France tous bassins confondus (330 millimètres). C'est aussi très inférieur à la moyenne du bassin de la Loire (plus ou moins 245 millimètres) et de la Mayenne (297 millimètres). C'est toutefois largement supérieur au bassin du
Loir (129 mm). Le débit spécifique (ou Qsp) atteint 5,0 litres par seconde et par kilomètre carré de bassin.

## Curiosités - Tourisme

### Source
- Données sur le site pays-de-la-loire.sante.gouv.fr